# Jean Cugnot
Pour les articles homonymes, voir Cugnot.
Jean Cugnot (Jean Pierre Gaston Cugnot), né le 3 août 1899 dans le 16e arrondissement de Paris et mort le 25 juin 1933 dans le 12e arrondissement de Paris, est un coureur cycliste français des années 1920, dont la spécialité était la piste. 
Il remporte un Grand Prix de Paris amateurs en 1923 avant de devenir en 1924 à Paris, champion olympique de l'épreuve de tandem.
Le 25 juin 1933, lors d'une série du Prix Émile Friol à la Cipale, son pneu avant éclate et il fait une chute mortelle.

## Palmarès

### Jeux olympiques
- Paris 1924
  -  Champion olympique de tandem
  -  Médaille de bronze en sprint

### Championnats de France
- Champion de France amateurs 1923[4].
- Vice-Champion de France de vitesse amateurs  1924

### Grand Prix
- Grand Prix de Paris amateurs (1) : 1923 (2e en 1924)
- Grand Prix de Bordeaux : 1923
- Grand Prix de l'UVF : 3e en 1924
- Grand Prix de l'UCI : 3e en 1924